# Afromelittia iridisquama
Afromelittia iridisquama là một loài bướm đêm thuộc họ Sesiidae. Nó được tìm thấy ở miền tây châu Phi.